# Жилцу (Горж)
Жилцу (рум. Jilțu) насеље је у Румунији у округу Горж у општини Турчени. Oпштина се налази на надморској висини од 125 m.

## Становништво
Према подацима из 2002. године у насељу је живело 340 становника, од којих су сви румунске националности.